# Coliba de pe Hochjoch

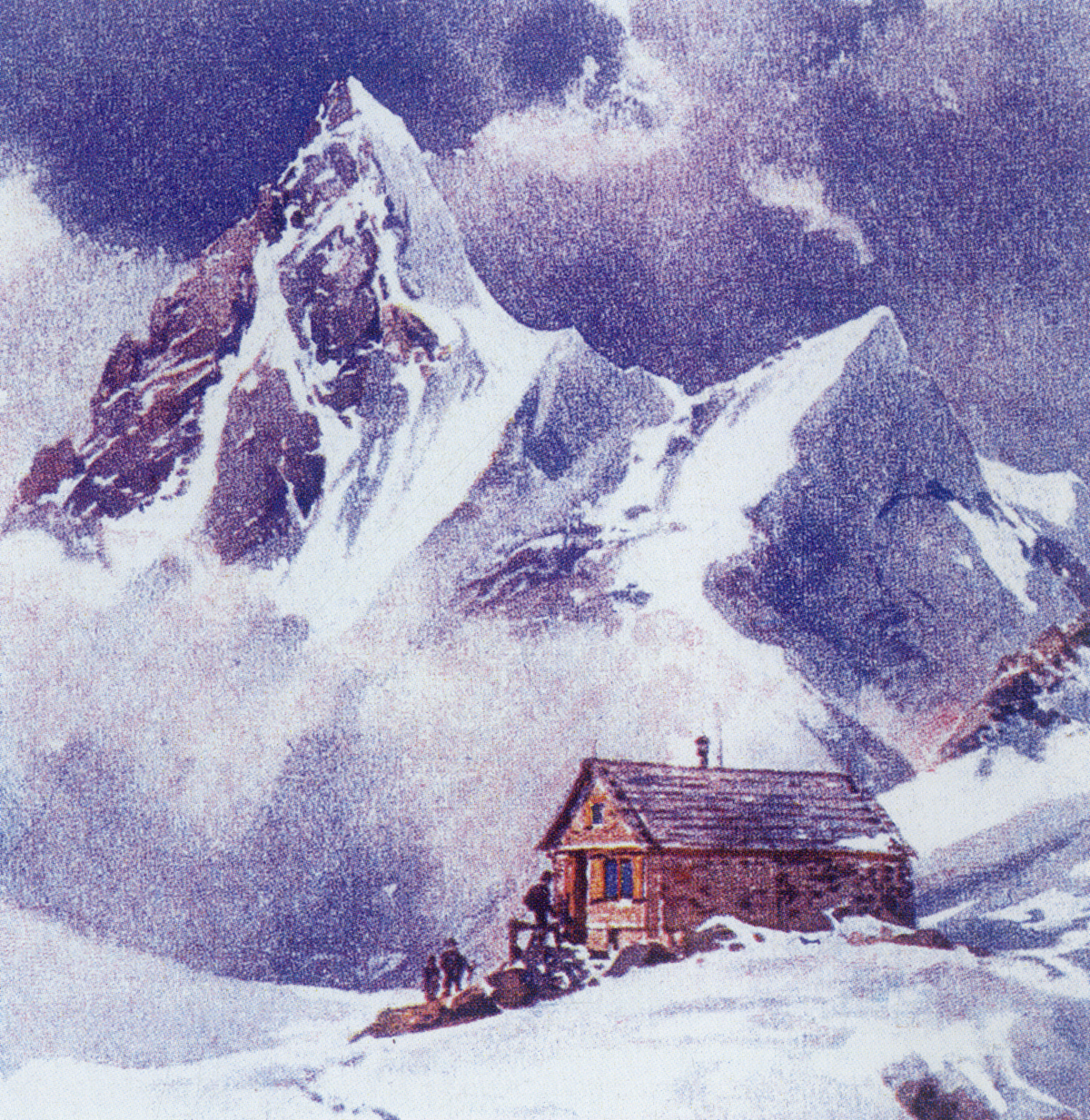
Coliba de pe Hochjoch

 Coliba de pe Hochjoch (germană: Hochjochbiwak; italiană: Bivacco città di Cantù) este o colibă pentru alpiniști situată la altitudinea de 3.535 m deasupra n.m. pe culmea Hochjoch la sud de vârful Ortler (3.905 m) din munții  Alpii Ortler, masivul Alpilor Răsăriteni situați în Tirolul de Sud (Italia). Inițial a fost construit aici în anul 1901 un refugiu (italiană: rifugio, franceză: refuge) pentru adăpostirea drumeților.

## Amplasare
Coliba se află pe înălțimea Hochjoch, la punctul de trecere de pe creasta care face legătura dintre munții Ortler  (3.905 m) situat la nord și Monte Zebrù (3.735 m) aflat la sud. La vest de șa (coamă) se află Vedretta di Zebrù care aparține de Lombardia, iar la vest se versanții verticali ai văii Suldenferner. Coliba este în funcțiune în sezonul turistic, aici se poate ajunge de la coliba V-Alpini (2.878 m), prin Val Zebrù în ca. 4 ore. Se mai mai poate ajunge și de la coliba Rifugio Alto del Coston, (2.661 m) însă urcușul este mult mai lung și mai greu. Coliba în prezent este folosită ca loc de popas pentru cei care vor să urce pe Ortler și pe Monte Zebrù.